# Wojciech Antoni Miciński
Wojciech Antoni Miciński herbu Łabędź (zm. 1 maja 1754 w Krakowie) – profesor prawa i rektor Akademii Krakowskiej, kanonik katedralny krakowski.

## Życiorys
Pochodził ze szlacheckiej rodziny z Mazowsza. Zapisał się na studia w Akademii Krakowskiej uzyskując w 1715 stopień bakałarza, a w 1717 stopień magistra nauk wyzwolonych. W latach 1718–1720 pełnił funkcję dyrektora szkoły kolonii akademickiej w Kętach. W latach 1720–1725 był profesorem retoryki, dialektyki i poetyki uczył w Szkołach Nowodworskich. W 1722 i 1728 był seniorem Bursy Jerozolimskiej, a w 1725 pełnił funkcję dziekana Wydziału Filozoficznego. Jednocześnie studiował nauki prawnicze, 6 lipca 1727 przeszedł do grona profesorów Kolegium Prawniczego. W 1729 został wysłany do Poznania, gdzie do 1 grudnia 1732 pełnił obowiązki dyrektora Kolegium Lubrańskiego. Po powrocie do Krakowa objął katedrę procedury sądowej zostając także proboszczem w Luborzycy. W 1734 został kanonikiem i kustoszem kościoła Wszystkich Świętych w Krakowie. W listopadzie 1740 otrzymał licencjat z prawa, a 30 stycznia 1741 został doktorem obojga praw. W latach 1727–1751 trzynaście razy wybierany był prepozytem Kolegium Prawniczego w latach 1743–1752 kilkakrotnie pełnił funkcje dziekana Wydziału Prawa. Będąc rektorem Akademii Krakowskiej w latach 1743–1744 oraz 1752–1753, życzliwie poparł reformatorskie plany biskupa Andrzeja Stanisława Załuskiego dotyczące utworzenia fundacji dla bibliotekarza uniwersyteckiego oraz stypendiów na studia zagraniczne dla dwóch profesorów. Odbudował kościoły w Luborzycy i Koniuszy, kolegiacie Wszystkich Świętych w Krakowie zapisał cenne kosztowności, w 1752 odremontował Kolegium Prawnicze. 3 kwietnia 1750 został powołany na kanonię katedralną w kapitule krakowskiej, przechodząc jednocześnie na katedrę prawa rzymskiego i obejmując opiekę nad Bursą Prawniczą. Pochowany w niezachowanym do dzisiaj kościele Wszystkich Świętych w Krakowie.